# لاگورکا
لاگورکا (به لاتین: Lagurka، به گرجی: ლაგურკა یا კალას წმინდა კვირიკესა და ივლიტას სახელობის ეკლესია) یک کلیسا در گرجستان است که در شهرداری مستیا واقع شده‌است. این کلیسا در بلندای ۲۲۰۰ متری از سطح دریا جای دارد.

## نگارخانه

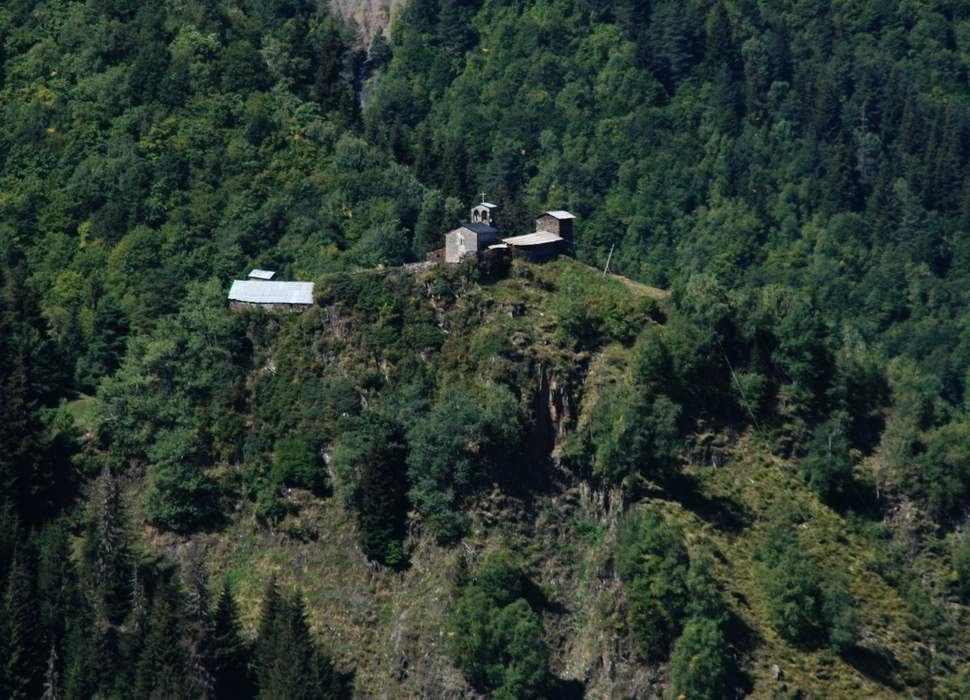
نمایی از کلیسا